# Dương Phong (Tam quốc diễn nghĩa)
Dương Phong (chữ Hán:楊鋒, bính âm: Yang Feng) là một nhân vật hư cấu trong tiểu thuyết lịch sử Tam Quốc diễn nghĩa của nhà văn La Quán Trung. Trong tiểu thuyết này, Dương Phong xuất hiện tại Hồi thứ 89 và được giới thiệu là chúa động Ngân Dã có lực lượng khá hùng hậu, Dương Phong đã giúp đỡ cho quân Thục Hán trong cuộc chinh phạt vào vùng Nam Trung, Dương Phong đã bắt Mạnh Hoạch và tông đảng để giao cho Gia Cát Lượng.

## Câu chuyện
Khi Mạnh Hoạch và Đóa Tư đại vương đang mở đại tiệc khao quân nhân sự kiện quân Thục bị uống phải nước suối câm. Lúc quân Man sắp khởi hành, thì có tin báo chúa động Ngân Dã là Dương Phong ở mé tây sau động Ngân hàng dẫn ba vạn quân lại giúp. Mạnh Hoạch mừng rỡ cùng Đóa Tư đại vương ra đón tiếp Dương Phong.
Phong tự giới thiệu mình có ba vạn tinh binh đều mặc thiết giáp, giỏi nghề trèo non vượt suối, có thể địch được quân Thục trăm vạn và có năm con tinh thông võ nghệ, người nào cũng mình beo dáng hổ, tướng tá rất sức mạnh xin đem lại giúp Mạnh Hoạch. Mạnh Hoạch mừng và mở tiệc khoản đãi cha con Dương Phong. Khi uống rượu nửa chừng, Dương Phong đề nghị cho bọn gái Man của ông này có tài múa đao che mộc rất giỏi, cho ra giúp vui. Dương Phong đem theo vài ba chục cô gái Man, người nào cũng xõa tóc, đi chân không. Quân Man vỗ tay ca hát, hòa theo nhịp múa. Dương Phong lại sai hai người dâng chén chúc mừng Mạnh Hoạch, Mạnh Ưu. Hai người đỡ chén toan uống, Dương Phong lập tức quát to, hai cô này bắt ngay Mạnh Hoạch, Mạnh Ưu trói lại. Đóa Tư toan chạy, bị Dương Phong bắt. Bọn gái Man đứng dàn ở ngoài trướng, không ai dám đến gần.
Mạnh Hoạch hỏi lý do, Dương Phong trả lời rằng "Anh em con cháu ta, đều đội ơn Gia Cát thừa tướng tha tội, không biết lấy gì báo đền. Nay ngươi làm phản, nên ta bắt đem nộp cho thừa tướng đây!". Quân Man các động, tan chạy đâu về đấy cả. Dương Phong giải Mạnh Hoạch, Mạnh Ưu, Đóa Tư đến trại Khổng Minh. Khổng Minh đòi vào, Dương Phong lạy ở dưới trướng, thưa rằng: "Con cháu chúng tôi, đều được đội ơn đức thừa tướng, cho nên bắt bọn Mạnh Hoạch lại nộp". Khổng Minh liền trọng thưởng cho Dương Phong.